# シュガー・ラッシュ:オンライン
『シュガー・ラッシュ:オンライン』（原題：Ralph Breaks the Internet）は、2018年公開のアメリカ合衆国のコンピュータアニメーション・エンターテインメント・アドベンチャー映画。日本での公開は2018年12月21日。

## 概要
ウォルト・ディズニー・アニメーション・スタジオが製作する57作目の長編作品であり、2012年に公開された『シュガー・ラッシュ』の続編である。また、同社の続編長編作品としては4作目であり、3DCG作品以降としては初となる。
日本での前作の配給はウォルト・ディズニー・スタジオ・ジャパンが担当していたが、本作の配給は『ディスク・ウォーズ:アベンジャーズ』、『スティッチ!パーフェクト・メモリー』、『レッドタートル ある島の物語』、『メアリと魔女の花』で製作を担当してきたウォルト・ディズニー・ジャパンが担当することとなった。また、前作ではウォルト・ディズニー・ジャパン代表取締役であるポール・キャンドランドが製作に関わっていたが、2018年1月24日にキャンドランドが同社の代表取締役を退任したため、本作では関わっていない。キャラクターのアートディレクターを担当しているのは大阪出身のクリエイターアミ・トンプソン。

## あらすじ
前作の冒険から6年後のある日、アーケードゲーム「フィックス・イット・フェリックス」の悪役であるラルフは、レースゲーム「シュガー・ラッシュ」の主人公ヴァネロペが同じコースに飽きていることを知り、親友である彼女のために新しいコースをプレゼントし喜ばせる。ところが、喜んだ彼女がプレイヤーの意思を無視し新しいコースの走行を続けたため、「シュガー・ラッシュ」筐体のハンドルが故障し、廃棄処分されることとなる。それにより、大好きなレースができないと落ち込むヴァネロペを元気付けるため、ゲームセンターで遊んでいた子供たちがネットオークションで「シュガー・ラッシュ」のハンドルが出品されていることを調べていたことを思い出し、新たなハンドルを手に入れるため、ゲームセンターに設置されたばかりのWi-Fiでインターネットの世界へ行き、オークションサイトで新たなハンドルを手に入れることを提案する。
インターネットの世界へと足を踏み入れた2人は、早速オークションサイトでハンドルを見つけるが、より大きな数字を言った者が勝利するゲームだと勘違いをし、2万7001ドルという高額で落札してしまい、24時間以内にお金を稼がなくてはならなくなってしまう。そこで彼らは、ポップアップ広告主のJP・スパムリーという男に紹介されたゲームアイテム換金サイトで、レースゲーム「スローターレース」のカリスマレーサーシャンクが持つ車を盗み、そのパーツを転売することで高額なお金を得ようと試みる。
「スローターレース」のサイト内でシャンクの車を盗んだラルフとヴァネロペだが、彼女から逃げ切れず車を取り戻されてしまう。「シュガー・ラッシュ」での変わらない日々が続く刺激のない毎日に飽きていたヴァネロペは、予測できないレース展開とシャンクの見事なレーステクニックに魅了され、このレースゲームに惹きつけられるのだった。ラルフたちの事情を知ったシャンクは、ラルフの面白動画を人気動画サイト「バズチューブ」に投稿し、人気を得ることでお金を稼ぐことができることを2人に教える。
「バズチューブ」の運営者でありシャンクの友人であるイエスの協力を得て、ラルフの面白動画を次々と投稿し人気を得ることに成功する。さらに人気を得るため、ヴァネロペはディズニーのウェブサイト「Oh My Disney」を訪れ、そこで白雪姫やシンデレラなど14人のディズニープリンセスたちと出会い仲良くなる。
一方、一刻も早くハンドルを手に入れて元の世界に戻りたいと願っていたラルフは、偶然ヴァネロペとシャンクの会話を盗み聞きしてしまう。その会話の内容は、ヴァネロペはラルフと共に暮らしていたゲームセンターを離れ、「スローターレース」で暮らしたいというものだった。親友であるヴァネロペが「スローターレース」の悪影響を受けたのではないかと思ったラルフは、かつて遊んだレースゲームがウイルスによってフリーズしたのを思い出し、「スローターレース」にウイルスを侵入させてゲームをフリーズさせ退屈なものにしようと画策し、JP・スパムリーの部下ゴードのいとこであるダブル・ダンからコンピューターウイルスを借りる。そのウイルスアーサーはあらゆる不安要素をコピーし、それを感染させる危険なウィルスで、ヴァネロペの不具合をコピーし「スローターレース」に感染させ、リセットさせる危機に陥ってしまう。ゲームオリジナルキャラクターはリセットしてもプログラムからコードがロードされるが、ヴァネロペのように外部から来たキャラクターは再起動によって消失してしまう。想定外のことに戸惑うラルフは、ヴァネロペを救出し自分を責めるヴァネロペに真相を話すも、「友達ならそんな酷いことするはずがない」と彼女の怒りを買ってしまい、大切なメダルを捨てられてしまう。そして、そのメダルが割れてしまった。
親友のヴァネロペに嫌われたと絶望し、自分のしたことを後悔するラルフの弱い心を見抜いたアーサーは、それをコピーし大量のラルフウイルスを生み出し、インターネットの世界を危険に陥れる。ウイルスを駆除するため、ラルフウイルスに追いかけられるヴァネロペと共に、ウイルス駆除サイトに向かうラルフであったが、合体し巨大化したラルフウイルスに捕まってしまう。ヴァネロペはラルフウイルスの暴走を止めるため、「これからもずっと友達でいるから」と友達になる宣言をするも、「この子を放してやってくれ！友達と離れるのは凄く心苦しいけど、この子の夢を奪う権利はないんだ！どんなに離れてもずっと友達なんだから！」とラルフの説得により、ラルフウイルスの暴走は止まり消滅した。それにより捕まっていたラルフはビルから落下するも、危機に駆けつけたプリンセスたちに救われ、事件は無事に解決した。
「スローターレース」にヴァネロペのコードが組み込まれ、正式なキャラクターになった彼女との別れが来たラルフは、割れたメダルをペンダントに作り変え、その片割れをヴァネロペにプレゼントした。和解した2人は永遠の友情を約束し、それぞれの居場所に帰っていた。
ラルフはヴァネロペに通信機で「シュガー・ラッシュ」のプレイヤーがフェリックスたちの教育で良い子になったことや、たくさんのゲームキャラククターと交流会を深めて楽しくやっていることを伝え、次のアップデートには再会することを約束し、2人は自分の仕事に戻っていったのだった。
エンドロール後、この映画を見終わった幼児モーがタブレットでゲーム「パンケーキ・ミルクシェイク」をプレイするも、ミスによりタブレットを壊してしまうところで映画は幕を閉じる。

## 登場キャラクター

### メインキャラクター
レック・イット・ラルフ（Wreck-It Ralph）
本作の主人公。1980年代のレトロアーケード・ゲーム「フィックス・イット・フェリックス」の悪役キャラクター。身長9フィート（約2.7m）、体重643ポンド（約290kg）の大男。一人称は「俺」。不器用だが心優しい性格。見た目も性格も正反対のヴァネロペとは大親友で、ラルフがヴァネロペを大切に思う気持ちは誰にも負けない。それ故に、彼女に嫌われることを何より恐れている。
ヴァネロペ・フォン・シュウィーツ（Vanellope von Schweetz)
本作のヒロイン。日本製レースゲーム「シュガー・ラッシュ」の天才レーサーにして初のユダヤ人であるディズニープリンセス。外見は9歳の少女だが、それからは想像できない超一級のレーステクニックを持つ。好奇心旺盛で新しいことやワクワクすることが大好きで、インターネットの世界にも興味津々。コースもアクシデントもすべて予測できてしまう「シュガー・ラッシュ」でのレースに物足りなさを感じている。
フィックス・イット・フェリックスJr.（Fix-It Felix Jr.）
「フィックス・イット・フェリックス」の主人公である小柄な修理工。愛用する父親譲りの魔法のハンマーでラルフが壊したビルを直すのが仕事。妻であるカルホーン軍曹と共に、撤去の危機に陥った「シュガーラッシュ」のレーサーたちを引き取るも、振り回されてしまう。
タモラ・ジーン・カルホーン（Tamora Jean Calhoun）
最新鋭のFPSゲーム「ヒーローズ・デューティ」の登場人物。男勝りでタフな女軍人。フェリックスの妻である。他の主要人物と異なり、リアルな八頭身姿で描かれている。

### インターネット上のキャラクター

#### スローター・レース
過激レースゲーム。インターネット上のオンラインゲームのため、昼夜関係なくレースが行われている。
シャンク
「スローター・レース」に登場する女性レーサー。ヴァネロペが憧れるほどの抜群のレーステクニックを持ち、荒くれ者のレーサー集団を率いる。荒れはてた街を舞台に、次の瞬間には何が起こるかわからない、コースも制限もないレースを繰り広げる。ヴァネロペの人生に大きな影響を与える、強さと優しさを兼ね備えた女性。ヴァネロペのレーサーテクニックを気に入り、親しくなる。ゲーム内では敵のボスという設定だが、本来は心優しい性格。
パイロ、フェロニー、ブッチャー・ボーイ、リトル・デビー
シャンクの仲間のレーサー。
冷蔵庫泥棒
スクーター便

#### バズ・チューブ
人気動画投稿サイト。
イエス
「バズ・チューブ」のカリスマ運営者。ウェブの機能を熟知し、トレンドにも敏感な彼女は、次に流行りそうな動画を求めて、常に目を光らせている。シャンクの友人で、ラルフたちのお金稼ぎに協力し、ラルフが挑戦した“おもしろ動画”に可能性を感じ世界中にセンセーションを巻き起こそうとする。

#### JP・スパムリーとコンピュータウイルス関係者
JP・スパムリー
スパムの化身。ウェブサイトに雇われて、人々をそれらのサイトに誘導するため、ポップアップ広告を掲げて街角に立っている。ネットの世界の裏情報や危険な闇の部分にもつながりがある。
ゴード
スパムリーの仲間。相手に応じて物を手渡すときなどに腕を伸ばす。
ダブル・ダン
ゴードのいとこで、コンピューターウイルス製造マシン。ダークネットの住人。
ウイルス「アーサー」
ウイルス開発者のダブル・ダンからウイルス「アーサー」を入手。アーサーは弱点=不安定なものを探知し、それを拡散するウイルス。巨大なラルフ（正式名称：ラルフジラ）＝ラルフウイルスに姿を変え、ラルフとヴァネロペを瀕死に追い込んだ。

#### カメオ出演
- スタン・リー
- ハテナブロック
- 青い鳥
- 007 o 981
- ユニコーンの人形
- 魔法のランプ
- キャス・ハマダ
- アグナル王

#### その他
ノウズモア
検索バーのカウンターで気さくに相談に応じるサーチエンジン。その追跡能力は高いが、先走る傾向が強く、相手が質問を言い終わらないうちに推測で答えてしまう。
Eボーイ
eBayのメッセンジャー。Eボーイという呼び名はラルフがつけたもの。

#### パンケーキ・ミルクシェイク
予告編とエンディングに登場したゲームの1つ。モー（声：ブリタニー・キクチ / 佐藤美由希）というベビー・モアナに似た幼児がプレイしている。本作の公開前に実際にiMessageのゲームとしてディズニー公式でリリースされている。
ファン・バン
パンケーキを食べるウサギ。ラルフとヴァネロペが無理やりパンケーキを食べさせたため、無残な結果になってしまった。米国でリリースされたバーチャル・リアリティのCMにてパドルスと共にラルフに逆襲する場面がある。
パドルス
ミルクシェイクを飲む猫。

### Oh My Disney内のディズニーキャラクター
実在のディズニー公式ブログサイト「Oh My Disney」の中のプログラムキャラクターたち。実際の「Oh My Disney」は、同社のニュース他、ディズニー映画、テレビ、ゲーム、その他の娯楽に関する記事が掲載されている。このサイトには、クイズ、ニュース、引用、映画、食べ物、テーマパーク、テレビ、音楽、ビデオ、店舗など10の欄があり、映画内ではテーマパークのような姿で表現されている。また、同サイトは「アラジンがインスタグラムをしていたら」という記事や、エイプリルフールに「クリストファー・ロビンが3エーカーの森を買収して103エーカーの森にした」などといったようなジョーク記事もある。

#### ディズニープリンセス
「Oh My Disney」内で活躍する14人のディズニープリンセスたち。普段はプリンセス専用の部屋の中にいる。当初は侵入してきたヴァネロペを警戒し、自分たちのアイテムを武器にする過激な一面も見せるもプリンセスだと知ると快く迎え入れた。皆の憧れの的として振る舞うことに疲れを感じていたため、ヴァネロペのラフな格好を気に入り、シンデレラの友だちのネズミたちに服を作らせた。終盤ではそれぞれの特技や能力を活かし、ラルフを救い、彼に感謝された際、「ヴァネロペの友達は私たちの友達よ」と彼を友人として受け入れてくれた。声優はほとんどオリジナルキャストが担当している。
白雪姫
映画『白雪姫』のヒロイン。ヴァネロペがプリンセスであると知った際に自身の経験談から毒を盛られ、真実のキスをされた経験があるかを質問した。本作の終盤でラルフを救助する際に、キーアイテムである毒林檎を使用している。
シンデレラ
映画『シンデレラ』のヒロイン。侵入してきたヴァネロペに対し、キーアイテムのガラスの靴を割り、割れた先をヴァネロペに向けるという過激な一面を見せたが、彼女と意気投合してからは友人になる。ヴァネロペの服に興味を示し、友だちのネズミにプリンセスたちの部屋着を作らせた。終盤ではラルフを救助する為に、自身のドレスをパラシュート代わりに貸している。武器は割ったガラスの靴。
オーロラ
映画『眠れる森の美女』のヒロイン。終盤では、ラルフを救助する際に彼女が所持していた糸車を使用している。武器は糸車の針。
アリエル
映画『リトル・マーメイド』のヒロイン。自身の経験談からディズニー・ヴィランズと取り引きし、自分の声を差し出して人間の足を貰った経験があるかを質問した。本作では、彼女の持ち歌である「パート・オブ・ユア・ワールド」の替え歌を披露している。武器はフォーク。
ベル
映画『美女と野獣』のヒロイン。ヴァネロペに「あなたの歌が見つかりますように」とエールを贈った。武器は本。
ジャスミン
映画『アラジン』のヒロイン。ヴァネロペが侵入してきた際には魔法のランプを構えて威嚇したが、すぐに意気投合。終盤では、ラルフに自分たちはヴァネロペの友達だと話した。武器は魔法のランプ。
ポカホンタス
映画『ポカホンタス』のヒロイン。侵入してきたヴァネロペに対して「あなたはどういうプリンセスなの？」と質問した。また歌が始まる為には、水のあるところに行って顔を映すようにと助言した。終盤では風を操って、ラルフの救助にひと役買った。武器は棍棒。
ファ・ムーラン
映画『ムーラン』のヒロイン。ヴァネロペにプリンセス演出である歌が始まる秘密を教えた。終盤では、ラルフを救助する際に、ベルが本で投げた毒りんごを剣で分割した。武器は剣。
ティアナ
映画『プリンセスと魔法のキス』のヒロイン。終盤では救助され、眠っているラルフに蛙になったナヴィーン王子のキスで目を覚まさせた。武器は麺棒。
ラプンツェル
映画『塔の上のラプンツェル』のヒロイン。ヴァネロペがプリンセスであると知った際に「男性がいなければ何もできない女性であるか」を質問した。終盤ではラルフを救助する際に、オーロラと連携して彼女の髪が活躍している。武器はフライパン。
メリダ
映画『メリダとおそろしの森』のヒロイン。本作に登場する15人のプリンセスのうち、メリダのみがピクサーのキャラクターであるため、他のプリンセスたちから「この子は謎なのよ」「別のスタジオの子なの」（彼女の言動に戸惑いを見せたヴァネロペにこのことを教えた）と言われることもある。他のプリンセスがヴァネロペと親しくなっている中で、彼女だけは警戒心を抱いたままだったが、後にヴァネロペの説得により、打ち解ける。武器は弓矢。
アナ
映画『アナと雪の女王』のヒロイン。侵入してきたヴァネロペを初めは訝しんでいたが、彼女もプリンセスだと知ってからは仲良くなる。メリダは「別のスタジオの子なの」とヴァネロペに教えた。武器は素手（格闘）。
エルサ
映画『アナと雪の女王』のヒロイン。終盤では、ラルフを救助する際に彼女の魔法の手が活躍している。武器は魔法の手。
モアナ・ワイアリキ
映画『モアナと伝説の海』のヒロイン。終盤でラルフを救助する際に、海を呼ぶシーンを再現させ波に乗ったアリエルと連携して救助を成功させた。武器は櫂。

#### その他
- バズ・ライトイヤー
- イーヨー
「プリンセスとアニメキャラなんて最悪」（日本語字幕では「プリンセスとアニメキャラ？ダサすぎる」）と批判したヴァネロペに対し「ひどいですね」と嘆いた。
- C-3PO
- グランピー
ディズニー映画『白雪姫』に登場する7人の小人たち（英語版）の1人で、本作はグランピーのみ登場。日本名は「おこりんぼ」。
- ストームトルーパー
- ニック・ワイルド
- ジュディ・ホップス
- ベイマックス
- ヒロ・ハマダ
- ハニー・レモン
- ゴー・ゴー
- フレッド
- アイアンマン
- R2-D2
- ダンボ
- ルクソーJr.
- ミッキーマウス
- カーミット
- ベビー・グルート
- スタン・リー
- ハンフリー
- クララベル・カウ
- アーロ
- ムジョルニア
- ジャック・スケリントン
- イッツ・ア・スモールワールド
- ルクソーボール
- ピーター・パン
- ティンカー・ベル
- ヘイヘイ
- ディズニー ツムツム
- ビーカー
- A113
- イヴ
- ビッグ・ベン
- 海賊船
- ヴィブラニウムの盾
- TIEファイター
- デス・スター
- Xウイング
- ミレニアム・ファルコン
- 空飛ぶ家
- フライパン
- 毒リンゴ
- 魔法の鏡
- 鳥たち
- ガス
- ルミエール
- ラジャー
- ミーコ
- ムーシュー
- ジーニーの手
- NOLA
- パスカル

### ゲームセンター内のキャラクター

#### シュガー・ラッシュ
- サワー・ビル

レーサー
フェリックス＆カルホーン軍曹夫妻に引き取られるも、やり台放題で2人を振り回してしまう。
- タフィタ・マトンファッジ

壁に飾られた絵を、テレビと勘違いする。
- キャンドルヘッド
- ジュビリーナ・ビンビン
- ランシス・フラッガーバター
- グロイド・オレンジボア
- スウィズル・マラキー
- クランベリーナ・ディ・キャラメロ

フェリックスの魔法のハンマーで、カーテンを引っ掻いた。
- スノワナ・レインボー
- ミンティ・ザキ

#### フィックス・イット・フェリックスJr.
ジーン
ゲーム内の町「ナイスランド」の町長。

#### その他
- サージ・プロテクター

#### Litwak’s Arcade
- リトワクさん
- スワティ
- ナフィサ

#### カメオ出演
ソニック・ザ・ヘッジホッグ
ソニックシリーズの主人公で史上最速のハリネズミ。今作ではラルフにWi-Fiのことを教えたり、ザンギエフが開いた読書会に参加するなど、ラルフとの交流を深めている。
ザンギエフ
ラルフとヴァネロペのトリビア対決の話題になったり、読書会の主催者として登場する。
リュウ
インターネットの世界に旅立つラルフに支払いを押し付けられたフィリックスの奢りだと聞かされ、喜ぶ。
- アカベエ
- プーカァ
- ドクター・エッグマン
- Qバート
- 春麗

台詞こそないがザンギエフと親しく会話したり、シュガーラッシュのレーサーたちの引取先を話し合う場面にいる。
- ディグダグ
- ベガ
- パックマン
- アオスケ
- ピンキー
- スーパーキノコ
- イジケ
- クズタ
- ユニ・バース
- ケン・マスターズ
- スリック
- アグ
- サム
- ロングウェイ
- 亀
- ファイガー

#### その他
- サティーン
- マスター・ヨーダ
- チューバッカ

### 実在のインターネット著名人
- コリーン・バリンジャー（英語版）

実在のコメディアン。自身の芸で演じるキャラクター「ミランダ・シングス」の姿で登場。ラルフに事故でアバターを潰されてしまう。
- ダニ・フェルナンデス
- フルーラ・ボーグ（英語版）
- ティファニー・エレーラ

「iHasCupquake」名義で活動する実在のYouTuber。現実では青と紫の髪色。アバターは、金髪に赤いメッシュのツインテールのピエロのような姿の「スローター・レース」のプレイヤー。

## 声の出演
| 役名                                | 原語版声優                                                                                         | 日本語吹き替え             |
| ----------------------------------- | -------------------------------------------------------------------------------------------------- | -------------------------- |
| レック・イット・ラルフ              | ジョン・C・ライリー                                                                                | 山寺宏一                   |
| ヴァネロペ・フォン・シュウィーツ    | サラ・シルバーマン                                                                                 | 諸星すみれ                 |
| シャンク                            | ガル・ガドット                                                                                     | 菜々緒                     |
| イエス                              | タラジ・P・ヘンソン                                                                                | 浅野まゆみ                 |
| JP・スパムリー                      | ビル・ヘイダー                                                                                     | 上田燿司                   |
| ノウズモア                          | アラン・テュディック                                                                               | 野中秀哲                   |
| フィックス・イット・フェリックスJr. | ジャック・マクブレイヤー                                                                           | 花輪英司                   |
| タモラ・ジーン・カルホーン軍曹      | ジェーン・リンチ                                                                                   | 田村聖子                   |
| サージ・プロテクター                | フィル・ジョンストン                                                                               | 二又一成                   |
| リトワクさん                        | エド・オニール                                                                                     | 高岡瓶々                   |
| ソニック・ザ・ヘッジホッグ          | ロジャー・クレイグ・スミス                                                                         | 金丸淳一                   |
| ジーン                              | レイモンド・S・パーシ                                                                              | 落合弘治                   |
| サワー・ビル                        | リッチ・ムーア                                                                                     | 青山穣                     |
| タッパー                            | モーリス・ラマーシュ                                                                               | 辻親八                     |
| ザンギエフ                          | リッチ・ムーア                                                                                     | 広田みのる                 |
| ダブル・ダン                        | アルフレッド・モリーナ                                                                             | 広田みのる                 |
| リュウ                              | | 武虎                       |
| ダンカン                            | ホラチオ・サンズ                                                                                   | 武虎                       |
| タフィタ・マトンファッジ            | メリッサ・ビラズナー                                                                               | 友近                       |
| キャンドルヘッド                    | ケイティ・ロウズ                                                                                   | 黒沢かずこ                 |
| ジュビリーナ・ビンビン              | ジョージー・トリニダッド                                                                           | 村上知子                   |
| ランシス・フラッカーバター          | ジェイミー・エルマン                                                                               | 大島美幸                   |
| バズ・ライトイヤー                  | ティム・アレン                                                                                     | 所ジョージ                 |
| ベビー・グルート                    | ヴィン・ディーゼル                                                                                 | 遠藤憲一                   |
| C-3PO                               | アンソニー・ダニエルズ                                                                             | 岩崎ひろし                 |
| イーヨー                            | ブラッド・ギャレット                                                                               | 石塚勇                     |
| イーベイ・エレーン                  | レベッカ・ウィソッキー                                                                             | 定岡小百合                 |
| Instagramのポップアップ             | フーシャ！                                                                                         | 定岡小百合                 |
| ジミーの祖母                        | ジューン・スキップ                                                                                 | 定岡小百合                 |
| メイビー                            | フルーラ・ボルク                                                                                   | 青木崇                     |
| ブッチャー・ボーイ                  | ティモシー・シモンズ                                                                               | 楠見尚己                   |
| パイロ                              | ハミッシュ・ブレイク                                                                               | 渡邉隼人                   |
| リトル・デビー                      | グローゼル・グリーン                                                                               | 山賀晴代                   |
| フェロニー                          | アリ・ウォン                                                                                       | 大平あひる                 |
| スワティ                            | デラ・サバ                                                                                         | 佐藤美由希                 |
| ナフィサ                            | ミカエラ・ジー                                                                                     | 片平美那                   |
| バレエ・ママ                        | アナ・オルティス                                                                                   | 渡辺ゆかり                 |
| 男性競売人（1）                     | | 辻井健吾                   |
| ジミー                              | アレックス・モファット                                                                             | 中尾智                     |
| ティファニー・エレーラ              | ティファニー・エレーラ                                                                             | 千種春樹                   |
| リー                                | サム・リチャードソン                                                                               | 山橋正臣                   |
| イーボーイ                          | ショーン・ジャンブロン                                                                             | 山橋正臣                   |
| マクニーリー                        | ジャブーキー・ヤング・ホワイト                                                                     | 藤高智大                   |
| グランピー                          | コーリー・バートン                                                                                 | 宮崎敦吉                   |
| ストームトルーパー（2）             | | 田島章寛                   |
| ダニ・フェルナンデス                | ダニ・フェルナンデス                                                                               | 合田絵利                   |
| ジョージー                          | | 三浦エリ                   |
| ウイルス・ワーム                    | | 井川秀栄                   |
| アーサー                            | ジョン・ディマジオ                                                                                 | 井川秀栄                   |
| ヘイ・ノングマン                    | ジェイソン・マンツォークス                                                                         | 井川秀栄                   |
| ヤギ                                | オリバー・ベナード                                                                                 | 原語版流用                 |
| ニュースアンカー                    | ディアナ・アグロン                                                                                 |                            |
| 白雪姫                              | パメラ・リボン                                                                                     | 小鳩くるみ                 |
| ベル                                | ペイジ・オハラ                                                                                     | 平川めぐみ                 |
| ファ・ムーラン                      | ミンナ・ウェン                                                                                     | すずきまゆみ               |
| オーロラ                            | ケイト・ヒギンズ                                                                                   | すずきまゆみ               |
| ラプンツェル                        | マンディ・ムーア                                                                                   | 中川翔子                   |
| シンデレラ                          | ジェニファー・ヘイル                                                                               | 鈴木より子                 |
| アナ                                | クリステン・ベル                                                                                   | 神田沙也加                 |
| ポカホンタス                        | アイリーン・ベダード                                                                               | 土居裕子                   |
| エルサ                              | イディナ・メンゼル                                                                                 | 松たか子                   |
| ティアナ                            | アニカ・ノニ・ローズ                                                                               | 鈴木ほのか                 |
| アリエル                            | ジョディ・ベンソン                                                                                 | 小此木まり                 |
| ジャスミン                          | リンダ・ラーキン                                                                                   | 麻生かほ里                 |
| モアナ・ワイアリキ                  | アウリイ・クラヴァーリョ                                                                           | 屋比久知奈                 |
| メリダ                              | ケリー・マクドナルド                                                                               | 大島優子                   |
| ジャック                            | ジミー・マクドナルド                                                                               |                            |
| ガス                                | ジミー・マクドナルド                                                                               |                            |
| ピエロ                              | | 御徒町洋一（歌）           |
| タトゥー・アーティスト              | | 安西康高（歌）             |
| 冷蔵庫泥棒                          | | 風雅なおと（歌）           |
| サメ                                | | 内田ゆう（歌）             |
| ピットブル                          | | 立花敏弘（歌）             |
| コーラス（1）                       | | 大木理紗（歌）             |
| コーラス（2）                       | | 斎藤裕美子（歌）           |
| コーラス（3）                       | | 鈴木洋子（歌）             |
| 歌                                  | | 石塚勇                     |
| バズチュー蜂                        | | HIKAKIN                    |
| ストームトルーパー（3）             | | HIKAKIN                    |
| 女性ポップアップ（3）               | | 鈴木ちなみ                 |
| 男性入札者（2）                     | | 黒田照龍                   |
| コリーン・バリンジャー              | コリーン・バリンジャー                                                                             | 黒口那津                   |
| スクーター便                        | | 牧野裕樹                   |
| ベン・マッキー                      | |                            |
| ダニエル・プラッツマン              | |                            |
| ダン・レイノルズ                    | |                            |
| ウェイン・サーモン                  | |                            |
| ストームトルーパー                  | リッチ・ムーア                                                                                     | 中尾智 山橋正臣 藤高智大   |
| FN-3181                             | マイケル・ジアッチーノ                                                                             | 中尾智 山橋正臣 藤高智大   |
| ebayの競売人                        | ジェイソン・ハイタワー ブライアン・カーレス アン・B・コルディン ヴィウェカ・ポーリーン             | 田村聖子 藤高智大 渡邉隼人 |
| ebayの入札者                        | ケヴィン・ディーターズ ジェレミー・ミルトン ジェシー・アベルナ リッチ・ムーア フィル・ジョンストン |                            |
| モー                                | ブリタニー・キクチ                                                                                 | 佐藤美由希                 |
| モーのママ                          | ニコール・シャージンガー                                                                           | 千種春樹                   |

## ディズニープリンセスたちの共演

### ディズニー関連の声優
ディズニープリンセスたちの夢の共演にあたり、ほとんど全てのプリンセスは当時と同じオリジナルキャストが担当した。
アリエルの日本語版オリジナルキャストは、本作品でもオーロラ・ムーラン役で出演しているすずきまゆみだが、本作では小此木まりが担当している。ベルの日本語版キャストもアリエル同様オリジナルではなく、平川めぐみが担当している。
また、最後にラルフを助ける際に出てくる『シンデレラ』のジャックの声はオリジナルと同様、山寺が演じている。

### カジュアルウエア
プリンセスたちは、皆の憧れの的として振る舞うことに疲れを感じていたため、ヴァネロペのラフな格好を気に入り、自分たちもカジュアルウエアに着替えた。
- 白雪姫：ドレスと同じ色のシャツとパンツを着ており、シャツには「POISON」という文字と、毒りんごがプリントされている。
- シンデレラ：ドレスと同じ色のシャツとパンツを着ており、シャツには「G2G（Got to go 行かなきゃ）」という文字と、かぼちゃの馬車がプリントされている。
- オーロラ：ドレスと同じ色のシャツとパンツを着ており、シャツには「Nap Queen（うたた寝の女王）」のロゴが入っている。
- ベル：ドレスと同じ色のシャツとパンツを着ており、シャツにはBFFという文字がプリントされている。「Beast Friend Foever（ずっと野獣友達 Best Friend Foreverが元ネタ）」の略。
- ポカホンタス：青色のシャツとドレスと同じ色のパンツを着ており、シャツには映画『ポカホンタス』の劇中歌「カラー・オブ・ザ・ウィンド」の歌詞のフレーズがプリントされている。
- ムーラン：赤のスカジャンには映画『ムーラン』に登場するムーシューの刺繍が入っており、黒のスキニーパンツを履いている。
- ティアナ：ドレスと同じ色のシャツとパンツを着ており、シャツには映画『プリンセスと魔法のキス』の作品の舞台・ニューオリンズを示す「NOLA」の字がプリントされている。
- ラプンツェル：ドレスと同じ色のシャツとパーカー、パンツを着ており、パンツには太陽の花のマークがプリントされている。
- アナ：ドレスと同じ色のチェック柄のシャツとデニムショートパンツを着ている。
- エルサ：ドレスと同じ色の厚手のニットと黒のスキニーパンツをはいている。シャツには「Just Let It Go」とプリントされている。
- モアナ：ドレスと同じ色のシャツとパンツを着ており、映画『モアナと伝説の海』の悪役であるタマトアと、彼の大好きな言葉「シャイニー」がプリントされている。

## 興行成績

### 北米
公開初日は11月21日で北米において感謝祭の祝日があったため、『シュガー・ラッシュ:オンライン』をはじめとした大きな新作は通常より一足早い水曜日（11月21日）から公開された。本作は全米ボックスオフィスランキングにおいて初登場首位を獲得し、11月21日 - 11月25日の5日間で8475万405ドル（約93億円）を稼ぎ出す大ヒットとなった。アメリカは祝日となる感謝祭後の週末とあって、興行収入1625万3831ドル（約18億円）で3週連続となる首位を記録した。

### 日本
日本では2018年12月21日より全国で公開が開始され、土日2日間で観客動員数35万373人、興行収入4億5363万5600円を稼ぎ出し、週末映画ランキングでは初登場首位となった。その後も、子供から大人まで幅広い層を動員し、3週連続首位となり、この時点で累計観客動員数217万3026人、累計興行収入は26億8702万3600円を突破している。2月3日までに累計で観客動員数300万7895人、興行収入37億1792万4600円を突破した。2019年上半期洋画作品別興行収入ランキングで第4位にランクインし、興行収入38億6000万円を記録した。